# Busiazj
Busiazj (ryska: Бусяж) är ett vattendrag i Belarus. Det ligger i den västra delen av landet, 200 km sydväst om huvudstaden Minsk.
I omgivningarna runt Busiazj växer i huvudsak blandskog. Runt Busiazj är det ganska glesbefolkat, med 23 invånare per kvadratkilometer.